# شاه‌میگوی رودخانه‌ای
شاه میگوی رودخانه‌ای (نام علمی: Macrobrachium rosenbergii) نام یک گونه از فروراسته کاریدی است.